# Abattoir de Limoges
L'abattoir de Limoges est un abattoir public, propriété de la communauté urbaine Limoges Métropole, situé sur le territoire de la Limoges, dans le département français de Haute-Vienne, en région Nouvelle-Aquitaine.
Édifié dans les années 1940, et faisant suite à un premier abattoir inauguré en 1833, il est propriété communale jusqu'en 2019. C'est un site majeur de l'industrie agroalimentaire régionale.

## Historique

### Abattage en ville puis premier abattoir
À Limoges, l'abattage des bêtes se fait initialement et jusqu'au XIXe siècle dans le quartier de la Boucherie, notamment dans le secteur de la place de la Barreyrette, dont le nom provient de la pratique d'enfermement des bestiaux dans des enclos « barrés » (« fermés par des barrières »). Cette pratique d'abattage en plein air diminue fortement avec l'ouverture d'un premier abattoir moderne, au sud de la ville, dans le quartier de Beauséjour, en 1832-1833, autorisée par ordonnance royale. Cet abattoir, construit à l'endroit de l'ancien « château » de Beauséjour, est visible sur plusieurs plans anciens de Limoges, comme l'« atlas des eaux » de 1878 ou le plan topographique de 1927. Cet emplacement est désormais occupé par une résidence et le site porte le nom de place Gustave-Philippon.

### Le nouvel abattoir
Obsolète, l'abattoir est fermé et remplacé par un nouvel édifice construit en périphérie de la ville entre 1941 et 1943, suivant un plan présenté en 1938. L'architecte principal en est Roger Gonthier, déjà connu à Limoges pour plusieurs constructions majeures, et principalement la gare ferroviaire des Bénédictins, achevée en 1929. L'entrepreneur parisien Laborderie Prado et Minaud est engagée pour le projet.
Cette nouvelle construction met définitivement fin à la pratique bouchère dans le centre-ville ancien de Limoges.
Dès les années 1950, d'importants travaux menés par l'architecte Henri Coussy permettent son agrandissement. Le site est fermé en 1985, et transféré de l'autre côté de la rue du Clos-Chicou. L'essentiel des bâtiments initiaux est ensuite démoli. De la construction initiale ne demeurent que des bureaux, et notamment la tour-horloge.
En 2016, l'abattoir de Limoges est présenté comme le plus grand abattoir municipal de France avec 300 à 500 animaux abattus par jour et 80 employés.

### Controverse de 2016
En 2016, l'abattoir de Limoges fait l'objet d'une controverse importante, liée à la réalisation de vidéos au sein des locaux par un salarié, Mauricio Garcia Pereira, et diffusées par l'association L214, mettant en évidence l'abattage non-conforme de vaches gestantes,. Le salarié en question, premier à refuser l'anonymat, témoigne ensuite longuement dans les médias et un ouvrage,.

### Déclin et reconfiguration
Transféré à Limoges Métropole en 2019, l'abattoir, dont le fonctionnement est délégué en sous-traitance à la société Royal Desosse, demeure le dernier de France à conserver un statut de service public. Dans les années 2020, alors que des dysfonctionnements entravent son efficacité, son activité est en baisse, ce qui suscite des tensions sur le plan social,.